# 1995년 코파 데 오로
1995년 코파 데 오로(1995 Copa de Oro)는 1995년 10월 25일부터 11월 1일까지 열린 코파 데 오로의 2번째 시즌이다. 브라질의 크루제이루가 결승전에서 브라질의 상파울루를 합계 1-1, 승부차기 4-2로 누르고 우승을 차지했다.

## 참가 팀
- 벨레스 사르스피엘드: 1994년 코파 리베르타도레스 우승 팀 (불참)
- 인데펜디엔테: 1994년 수페르코파 수다메리카나 우승 팀 (불참)
- 상파울루: 1994년 코파 CONMEBOL 우승 팀 (참가)
- 크루제이루: 1994년 코파 마스테르 데 수페르코파 우승 팀 (참가)

## 경기 결과
| 크루제이루 | 0 – 1 | 상파울루 |
| ---------- | ----- | -------- |
|            |       |          |

| 상파울루 | 0 – 1 (연장전) | 크루제이루 |
| -------- | -------------- | ---------- |
|          |                |            |
| 승부차기 |                |            |
|          | 2 – 4          |            |

## 우승
| 1995년 코파 데 오로 우승 팀 |
| --------------------------- |
| 크루제이루 1번째 우승       |